# 菅良助
菅 良助（かん りょうすけ）は、落語、講談の名跡。現在は空き名跡となっている。
初代に関しては菅良助と乾坤坊良斎の名を掛け合わせた菅良斎とも言ったりする。

## 初代
菅 良助（かん りょうすけ1769年 - 1860年9月27日＜万延元年八月十三日＞）は、落語家。本名は、梅沢 良助。
神田松田町の貸本屋梅沢勘平の伜。最初は初代三笑亭可楽の門に入って菅良助と称した。しかし生来の不弁で人気が得られず剃髪して乾坤坊 良斎と改名し講釈師に転じた。「お富与三郎」の原作者であるが本人が演じたかどうかは定かではない。他にも講釈の演目「白子屋お熊」「与話情浮名横櫛」（別名、切られ与三郎。こちらに関しては一立斎文車原作の説もあり）合巻「黒雲太郎雨夜譚」など十数作残したと伝えられている。
1840年ころには為永春水と組んで釈場で一緒に演じたこともあったが売れなかった。
弟子に2代目良助、2代目？立川談志（のちの初代宇治新口）がいる。

## 2代目
生没年不詳、本名不詳。
初め初代三笑亭佐楽の門で佐京となった。さらに初代立川談笑の門で初代と思われる談志となる。その後3代目東亭八ッ子や琴車、だるま、初代三笑亭可楽の門で松葉亭祖楽と名を変えた後2代目談笑となり都鳥とも名乗った。さらに初代菅良助（後の乾坤坊良斎）の門で2代目良助を襲名した。
「今戸の狐」の主人公はこの良助の失敗話エピソードを元に弟子が創作したとされている。